# Onciale 063
- Papyrus
- Onciale
- Minuscules
- Lectionnaire

Le Codex 063, portant le numéro de référence 063 (Gregory-Aland), ε 64 (Soden), est un manuscrit du parchemin en écriture grecque onciale. 

## Description
Le codex se compose de 20 folios. Il est écrit en deux colonnes, dont 29 lignes par colonne. Les dimensions du manuscrit sont 26 cm x 19 cm. Les paléographes datent ce manuscrit du IXe siècle. Il a esprits et accents. Il contient κεφαλαια (chapitres) et les Sections d'Ammonian (new contient les canons de concordances). 
Les[Quoi ?] est un manuscrit contenant les fragmentes du texte du Luc 16 - Jean 6. 
Le texte du codex représenté type byzantin. Kurt Aland le classe en Catégorie V. 
Contenu
Luc 16,19-18,14; 18,36-19,44; 20,19-23; 20,36-21,20; 22,6-30; 22,53-24,20.41-fin.;
Jean 1,1-3,34; 4,45-6,29.
Lieu de conservation
Le codex 063 fut divisé en trois parties. Il est actuellement conservé dans trois bibliothèques : 
14 folios au Monastère de Vatopedi (1219),
6 folios à la Moscou Histoire Museum (V. 137, 181).
2 autres folios, marqués que codex 0117, est conservé à la Bibliothèque nationale de France (Suppl. Gr. 1155, II), à Paris,.